# Álomidő

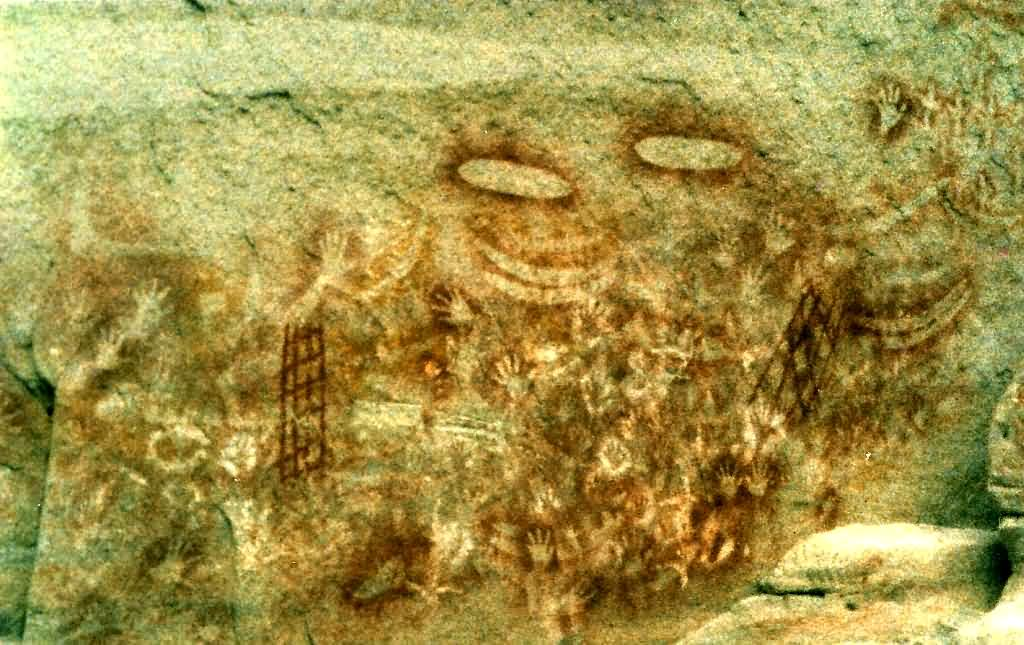
Az adott törzsre egyedileg utaló jelekből álló, olyan álomidei történeteket megjelenítő rajz, amely az elhunytak szellemének elfogására irányuló próbálkozásokat meséli el

Az ausztrál őslakos animista megközelítésében az Álomidő téren és időn túl létező hely, ahol a múlt, jelen és jövő egyetlen egészben egyesül. Az emberek ebbe a másik „univerzumba” álmaikon keresztül vagy módosult tudatállapotukban, illetve halálukkor lépnek be; az Álomidő egyúttal a végső tartózkodási hely a lélekvándorlás előtt.

## Álmodás az őslakos kultúrában
Az „Álmodás” (Dreaming) szó egyúttal kifejezi valamely egyén vagy csoport hiedelmeinek az összességét. Az egyes ausztrál őslakosok például mondhatják, hogy számukra az Álmodás a kenguru-álomban, cápa-álomban vagy hangya-álomban, esetleg az adott vidékre jellemző álomformák bármely kombinációjában testesül meg. Ennek oka, hogy az Álomidőben az egyén minden őse egyként létezik, ami végső soron ahhoz az elképzeléshez vezet, hogy minden evilági ismeret a felmenőkön keresztül halmozódik fel. Az ausztrál őslakosok többsége a teremtésre és annak idejére is az Álmodás kifejezéssel utal. Az őslakosok számára az Álomidő határozta meg az élet rendjét.
Az Álmodáshoz kapcsolódó történetek Ausztrálián belül változatos képet mutatnak, még azonos témákra is többféle variáció létezik. Például a Nap teremtésének története eltér egymástól Új-Dél-Walesben és Nyugat-Ausztráliában. A történetek témák és motívumok sokaságát vonultatják fel: léteznek történetek szent helyek, a föld, emberek, állatok és növények teremtéséről, valamint a törvények és szokások létrejöttéről. Az Álmodás az ismeretek, hit és szokások összetett, a teremtéstörténetekből eredő hálózatát alkotja, ennélfogva az Álmodás az ausztrál őslakos lét minden elemét áthatja.
Ez az örökkévaló elem már az egyén életének kezdete előtt létezik, és életének végét követően sem szűnik meg. Az elképzelés szerint a tényleges élet előtt és után is egy szellemgyermek van az Álmodásban, aki csak egy anya révén való születéskor kerül a világra. E kulturális megközelítésben a gyermek szelleme a terhesség ötödik hónapjában lép be a fejlődő magzatba. Úgy hitték, hogy amikor az anya a gyermeket először érzi mozogni az anyaméhben, az a föld szellemének a megnyilvánulása, ahol az anya éppen áll. Születésekor a gyermek az adott terület vagy földdarab különleges őrzőjévé válik, megtanulja a helyre vonatkozó történeteket és „dalvonalakat”. Wolf (1994: p. 14) szerint „Az őslakos saját álmának tekintheti a totemjét vagy a helyet, ahonnan a szelleme érkezett. Szintén az egyéni álmodás része lehet a törzsi törvény."
Úgy hitték, hogy még az emberek, állatok és növények létrejötte előtt azoknak csak a 'lelke' létezett; ezek tudták, hogy végül fizikai formát fognak nyerni, de azt nem, hogy mikor. Majd amikor eljött az idő, egy 'lélektől' eltekintve mindegyik növénnyé vagy állattá lett, míg az utolsó 'lélek' emberré, valamint az őt körülvevő természeti világ őrévé, oltalmazójává vált.
A hagyományos életvitelt folytató ausztrál őslakosok minden jelenséget és magát az életet a kapcsolatok roppant kiterjedt és összetett, rendszerszerű hálózatán keresztül szemlélik, ami pedig közvetlenül visszanyúlik az Álmodás ősi totemikus szellemlényeihez. E kapcsolati struktúra – ideértve például az étkezést érintő tabukat is – elvezet az őshonos környezet biológiai diverzitásának a fenntartásához, amennyiben hozzájárulhatott egyes fajok túlvadászásának a megelőzéséhez.

## Álmodás, törzsi törvények és dalvonalak

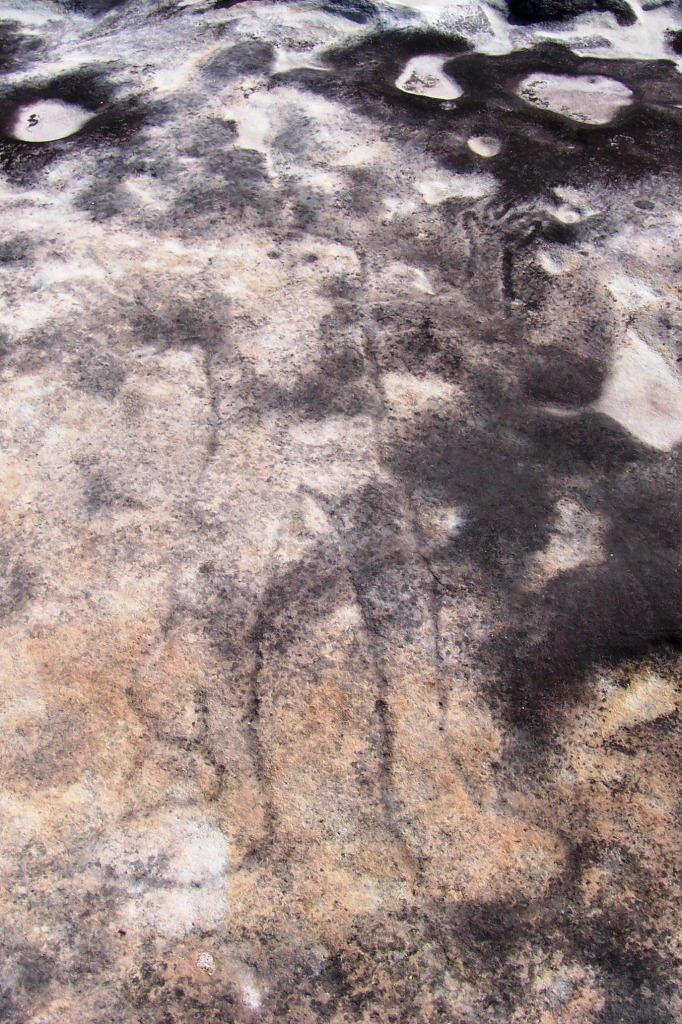
A Waratah Track túraösvényt keresztező, sziklába vésett ábrázolás (petroglifa) a Ku-ring-gai Chase Nemzeti Parkban, amin a több őslakos nyelvi csoport Álmodásában a teremtő istenként és az ég atyjaként megjelenő Baiame látható.

Az Álmodás alapozza meg a társadalmi struktúrákat, a társas viselkedés szabályait, valamint az élet és föld folytonosságának biztosítása érdekében végzett szertartásokat. Az Álmodás befolyásolja a közösségben érvényes szabályokat, a kultúra alapvetéseit és a közösségben a tagoktól elvárt magatartásformákat. Az Álmodás szerinti feltételrendszer akkor teljesül, ha az emberek a törvényeknek megfelelően, kultúrájukban kiteljesedve élnek: fenntartják a beavatási szertartásokat, átadják az Álmodással és rokonsági kapcsolataikkal összefüggő tudást, éneklik a dalokat, eljárják a táncokat, mesélik történeteiket, megfestik a dalvonalakat és az álmokat.
Úgy képzelték, hogy a Teremtés kultúrájuk hőseinek műve, ők ugyanis keresztül-kasul bejárták a még alaktalan földet, és utazásaik során létrehozták a szent helyeket, nevezetes földrajzi pontokat, területeket. Ekképpen dalvonalak alakultak ki; bizonyos dalvonalak pedig átvezettek az egész ausztrál kontinensen, akár hat–nyolc nyelvi csoportot is érintettek. Az egyes dalvonalakhoz kapcsolódó énekek és táncok az élő hagyomány részét képezték, azokat a megfelelő évszakokhoz kötődő, nagyobb összejöveteleken gyakorta előadták.

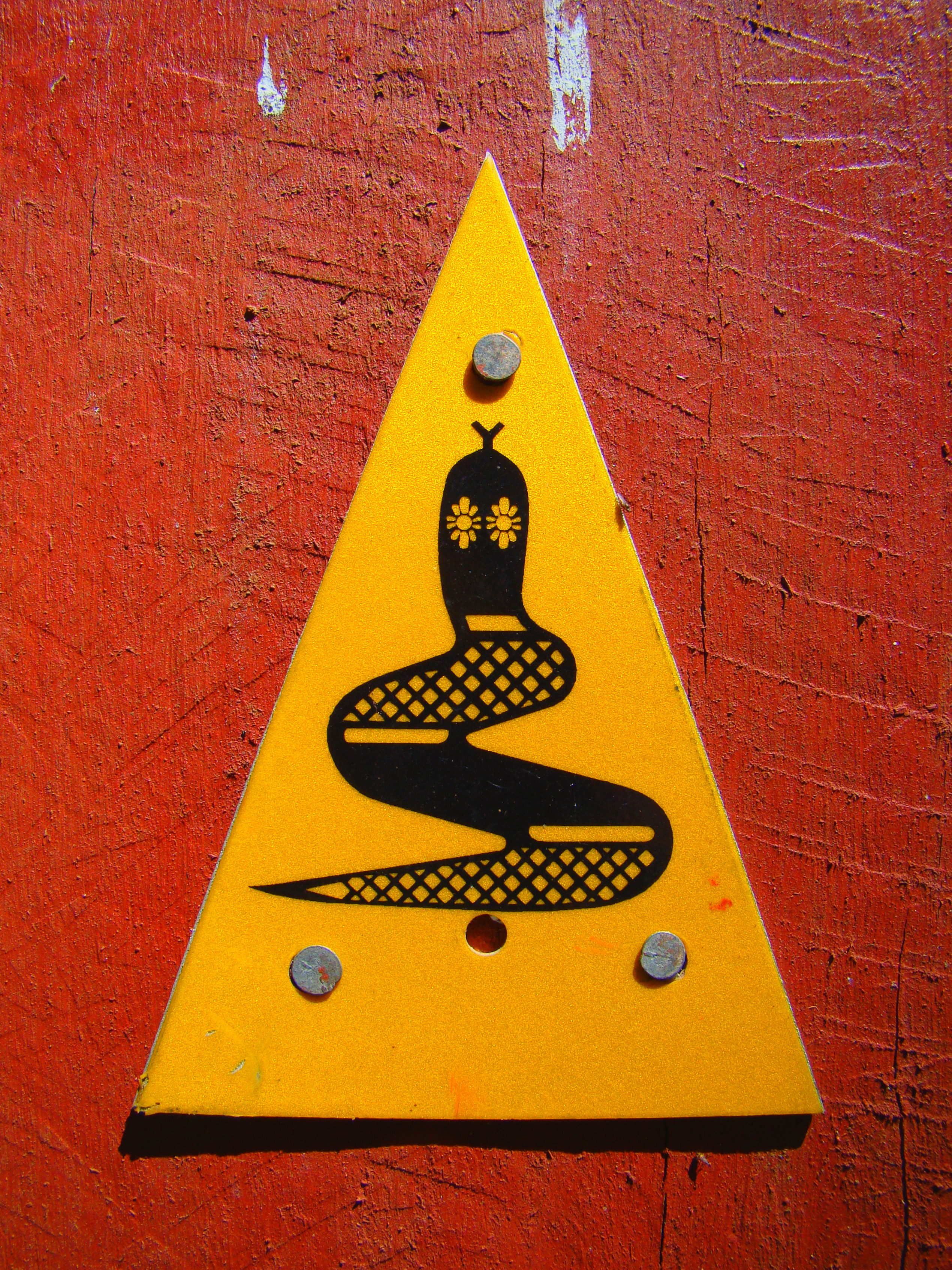
A Wagyl-szimbólum (sárga háromszögben fekete kígyó) a Nyugat-Ausztráliában Kalamunda és Albany között húzódó Bibbulmun túraútvonal hivatalos útvonaljelzője. A Noongar nép hite szerint a Wagyl vagy Waugal hozta létre a Swan-folyót, a kígyó teste pedig a Darling Scarp dombvidékében nyert formát.

Az ausztrál őslakosok világszemléletében minden megtörtént esemény nyomot hagy a földön. A természeti világon létezők összessége archetipikus lények múlt-, jelen- és jövőbeli cselekedeteinek az eredménye, és ezek a cselekedetek folyamatosan megteremtik és alakítják a világot. Miközben az európaiak kultúrájukban az ősöket mitologikus lényeknek tekintik, az őslakosok jellemzően hisznek azok jelenben és jövőben való, tényleges létezésében. Az egyes helyek és teremtmények jelentése, illetve jelentősége szorosan összefügg azok eredetével az Álmodásban, ugyanakkor bizonyos helyek különleges erővel bírnak, ami az őslakosok megfogalmazása szerint az adott hely Álmodása. Ebben az Álmodásban gyökerezik a föld szentsége. Például Perthben a Noongar népcsoport tagjai úgy tartják, hogy a Darling Scarp dombvidéke tulajdonképpen Wagyl – egy kígyószerű lény, mely a területen tekeregve alakította a folyókat, vízmosásokat és tavakat  – teste. Azt tanítják, hogy maga Wagyl hozta létre a Swan-folyót. Egy másik példa az északi Arnhem-földön élő Gagudju népcsoporttól származik – utánuk nevezték el a Kakadu Nemzeti Parkot –, ők ugyanis úgy hiszik, hogy a tájat uraló homokkő hegyhátak az Álomidőben keletkeztek, amikor Ginga (a krokodilember) egy szertartás során súlyosan megégett, és magát mentendő vízbe ugrott. Erre kővé vált, és teste heggyé lett. Ezekben és más hasonló példákban a közös motívum, hogy a domborzati elemek a teremtő lények fizikai megtestesülései, vagy valamely tevékenységük eredményeként jönnek létre.
Az őslakosok többféle teremtéstörténetének egyikében az Álomidő egyik szellemét Altjirának nevezték; ő hozta létre a Földet, ám amikor az európaiak érkezésével az Álomidő véget ért, maga is visszavonult. Más ausztrál őslakos nyelvjárásokban az Altjira név változatai az Alchera (Arrernte), Alcheringa, Mura-mura (Dieri) és Tjukurpa (Pitjantjatjara).
A dalvonalak vagy más néven álomösvények a Szellemlények álmodásának vagy vándorlásának az útvonalát írják le. A Szellemlényekre utaló jelek lehetnek pusztán spirituális jellegűek, vagy fizikai maradványok – például testrészek vagy lábnyomok kőzetekben fennmaradó lenyomatai – és azokkal rokon jegyeket mutató természeti elemek. Erre példa a Viktória-folyó menti régióhoz tartozó, távoli Yarralin törzsi területen élő népesség körében Walujapi szellemének tisztelete, aki a feketefejű piton Álmodó Szelleme. Walujapi maga az egyik sziklába kígyóforma vonalat vésett, mellette pedig otthagyta ülepének lenyomatát abból az időből, amikor a területen táborozott. Ezek az Álmodásra utaló jelek mind a mai napig jól kivehetők. Inkább spirituális jelleggel bírnak a dalok és táncok Wanggának nevezett műfaja, melyek a halállal és újjászületéssel kapcsolatos motívumokat idéznek meg. Ezeket nyilvánosan adják elő; az énekes témáit a törzs mindennapi életéből meríti, vagy egy nyuidjjal (halott szellemmel) kapcsolatos álmából eredezteti.

## Megjelenítése egyes művészeti ágakban

## Fordítás
- Ez a szócikk részben vagy egészben  a   Dreamtime című angol Wikipédia-szócikk ezen változatának fordításán alapul.  Az eredeti cikk szerkesztőit annak laptörténete sorolja fel. Ez a jelzés csupán a megfogalmazás eredetét és a szerzői jogokat jelzi, nem szolgál a cikkben szereplő információk forrásmegjelöléseként.

### Ajánlott irodalom
- Wolf, Fred Alan (1994). The Dreaming Universe: a mind-expanding journey into the realm where psyche and physics meet. New York, New York: Simon & Schuster. ISBN 0-671-74946-3
- Australian Dreaming: 40,000 Years of Aboriginal History. Compiled and edited by Jennifer Isaacs. (1980) Lansdowne Press. Sydney. ISBN 0-7018-1330-X
- C. Elbadawi, I. Douglas, The Dreamtime: A link to the past
- Max Charlesworth, Howard Murphy, Diane Bell and Kenneth Maddock, 'Introduction' in Religion In Aboriginal Australia: An Anthology, University of Queensland Press, Queensland, Australia, 1984.
- Anna Voigt and Neville Drury (1997). Wisdom Of The Earth: the living legacy of the Aboriginal dreamtime. Simon & Schuster, East Roseville, NSW, Australia.
- W.H. Stanner, After The Dreaming, Boyer Lecture Series, ABC 1968.
- Walter Baldwin Spencer and Francis James Gillen (1899; 1968). The Native Tribes of Central Australia. New York, Dover.
- Bill Stanner (1979). White Man Got No Dreaming: Essays 1938–1973. Canberra, Australia: Australian National University Press.
- Lawlor, Robert (1991). Voices Of The First Day: Awakening in the Aboriginal dreamtime. Rochester, Vermont: Inner Traditions International, Ltd. ISBN 0-89281-355-5